# Заполярна тундра

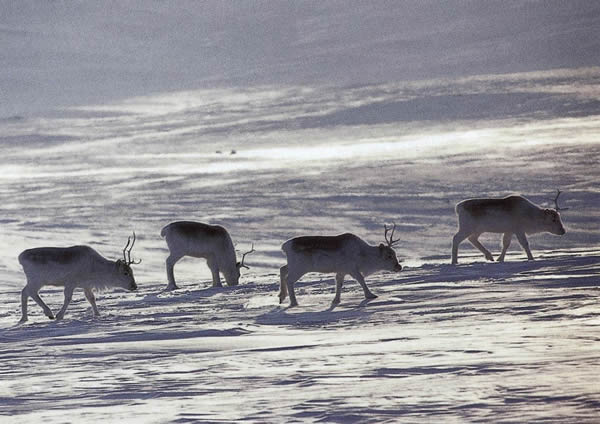

Заполярна тундра (англ. High Arctic tundra) — північноамериканський екорегіон тундри, що виділяється Світовим фондом дикої природи.

## Розташування і геологія
Заполярна тундра розташовується на значній частині північних островів арктичного архіпелагу Канади, включаючи острови Королеви Єлизавети, зокрема на острові Аксел-Гейберґ, острові Елсмір, острові Сомерсет і Баффіновій Землі.

## Клімат
Середня літня температура коливається на рівні 2° C на острові Баффіна та -1,5 ° C на крайній півночі. Середня температура взимку варіює між -23 ° C на півдні та -32 ° C на півночі. Щорічна кількість опадів варіює між 100 і 200 мм, за винятком плато на острові Баффіна, де вони можуть досягати 400 мм, і на крайній півночі, де вони можуть бути до 50 мм, найнижчий показник у Канаді

## Флора і фауна
Рослинний покрив, як правило, розріджений і нерегулярний, за винятком деяких менш сурових районів на півдні, де він може бути суцільним. Це мохи, лишайники, осоки та еріофори. Арктична верба, дріада, домикамінь супротивнолистий, кобрезії та мак полярний. На південному сході також зустрічаються ожика, ситник та різновиди Ломикамінь. Фауною є Rangifer tarandus pearyi, колонії Pagophila eburnea та Rhodostethia rosea.
Серед ссавців варто відзначити: Ovibos moschatus, Lepus arcticus, Alopex lagopus, Rangifer tarandus, Ursus maritimus, Canis lupus arctos.

## Заповідник
- Полар-Бер-Пасс[en]
- Куттінірпаак
- Заповідник перелітних птахів на острові Принца Леопольда[en]
- Сірмілік
- Куасуїттук[en]
- Ауюйтук